# Category F5
Category F5 è il settimo album in studio del rapper statunitense Twista, pubblicato nel 2009.

## Tracce
1. Misunderstood (featuring Buk) – 5:03
2. American Gangsta – 3:29
3. Fire (featuring Lil Boosie) – 4:27
4. Talk to Me – 3:21
5. Yellow Light (featuring R. Kelly) – 3:54
6. Walking on Ice (featuring Gucci Mane & OJ Da Juiceman) – 4:40
7. Wetter (featuring Erika Shevon) – 4:11
8. Billionaire (featuring Busta Rhymes) – 4:11
9. Yo Body (featuring Do or Die & Johnny P) – 3:47
10. Hustla – 3:43
11. Gotta Get Me One (featuring Static Major) – 4:24
12. On Top (featuring Akon) – 3:26
13. Jump Off – 3:10
14. Wanna See 'Em Buss (featuring Liffy Stokes) – 3:20
15. Birthday – 3:37

Bonus Tracks (iTunes)
1. Read My Mind (Pre-Order Only) – 4:28
2. Alright (featuring Kanye West) – 4:52